# Чебраков, Юрий Владимирович
Юрий Владимирович Чебрако́в (5 июня 1953 — 10 июня 2015 ) — российский математик, доктор технических наук, профессор, преподаватель кафедры высшей математики СПбГТУ.

## Биография
В 1992 году защитил кандидатскую диссертацию на тему «Анализ данных в условиях неадекватности аппроксимационных моделей».
В 2000 году защитил докторскую диссертацию на тему «Развитие операционального подхода в теории оценивания параметров в измерительных экспериментах с неоднородными объектами».
Воспитывал 5 дочерей: Анастасию (1983), Марию (2001), Дарью (2004), Ксению (2008), Нику (2011).

## Основные публикации
- Гарсия Перес Х., Артес Родрригес Э. М., Давиденко Д. Н. и др. Применение статистических методов в педагогическом исследовании: Учебно-методическое пособие / под общ. ред. Ю. В. Чебракова. — СПб.: БПА, 2001. — 82 с.
- Чебраков Ю. В. Магические квадраты. Теория чисел, алгебра, комбинаторный анализ. — СПб.: СПбГУ, 1995. — 388 с. — ISBN 5-7422-0015-3.
- Чебраков Ю. В. Методы системного анализа в экспериментальных исследованиях. — СПб.: СПбГТУ, 2000. — 114 с.
- Чебраков Ю. В. Операциональная системодинамика научных исследований : Монография. — СПб.: СПбГПУ, 2015. — 306 с. — ISBN 978-5-7422-4690-9.
- Чебраков Ю. В. Системно-операциональный подход к проведению научных исследований. — СПб.: ВВМ, 2013. — 290 с. — 200 экз. — ISBN 978-5-9651-0749-0.
- Чебраков Ю. В. Теория магических матриц. Выпуск ТММ-1. — СПб., 2010.
- Чебраков Ю. В. Теория магических матриц. Теория магических матриц в 1995 году. — СПб.: СПбГПУ, 2014. — Т. 1. — 362 с. — 200 экз. — ISBN 978-5-7422-4235-2 ; ISBN 978-5-7422-4695-4. (Оглавление, Предисловие)
- Чебраков Ю. В. Теория магических матриц. Аналитические методы построения латинских и классических матриц. — СПб.: СПбГПУ, 2014. — Т. 2. — 290 с. — 200 экз. — ISBN 978-5-7422-4236-9 ; ISBN 978-5-7422-4696-1. (Оглавление, Предисловие)
- Чебраков Ю. В. Теория магических матриц. Алгебраические формулы магических матриц. — СПб.: СПбГПУ, 2014. — Т. 3. — 328 с. — 200 экз. — ISBN 978-5-7422-4237-6 ; ISBN 978-5-7424-4697-8. (Оглавление, Предисловие)
- Чебраков Ю. В. Теория магических матриц. — СПб.: СПбГПУ, 2015. — ISBN 978-5-7422-4694-7.
- Чебраков Ю. В. Теория оценивания параметров в измерительных экспериментах. — СПб.: СПбГУ, 1997. — 300 с. — ISBN 5-7422-0020-X ; ISBN 978-5-7422-0020-8.
- Чебраков Ю. В. Числа, линейные уравнения и матрицы : Лекции по математике. Вып.1. — СПб.: СПбГУ, 2007. — Т. 1. — 200 с. — ISBN 5-9651-0134-1.
- Chebrakov Y. V., Shmagin V. V. Regression data analysis for physicists and chemists. — St.-Petersburg: St.-Petersburg State University Press, 1998. — 196 с.
- Perez G., Chebrakov Y. V., Shmaguin V. V. Analisis de datos: dificultades y metodos alternativos. — Almeria: Universidad de Almeria, 1999. — 152 p. — ISBN 978-8482402871 ; ISBN 8-4824-0287-0.